# Silvio Giuseppe Mercati
Silvio Giuseppe Mercati (ur. 16 września 1877 w Villa Gaida, zm. 16 października 1963 w Rzymie) – włoski historyk, bizantynolog.

## Życiorys
W latach 1918–1924 profesor w Papieskim Instytucie Wschodnim. W 1925 wykładowca literatury greckiej na Uniwersytecie w Katanii. W latach 1926–1948 profesor filologii i historii bizantyńskiej na Uniwersytecie w Rzymie.
Był inicjatorem badań nad Bizancjum we Włoszech. Założyciel periodyku „Rivista di Studi Bizantini e Neoellenici” (od 1924). Jego braćmi byli: Giovanni Mercati (1866-1957), archiwista i bibliotekarz watykański i Angelo Mercati (1870-1955), prefekt Archiwum Watykańskiego w latach 1925–1955.

## Wybrane prace
- S. Ephraem Syri opera, textum Syriacum, Graecum, Latinum ad fidem codicum recensuit prolegominis, notis, indicibus instruxit Sylvius Joseph Mercati, Rom 1915-.
- Collectanea byzantina, Bari 1970.